# (5891) Gehrig
(5891) Gehrig es un asteroide perteneciente al cinturón de asteroides, región del sistema solar que se encuentra entre las órbitas de Marte y Júpiter, descubierto el 22 de septiembre de 1981 por Antonín Mrkos desde el Observatorio Kleť, České Budějovice, República Checa.

## Designación y nombre
Designado provisionalmente como 1981 SM. Fue nombrado Gehrig en homenaje a Henry Louis (Lou) Gehrig, jugador profesional de béisbol estadounidense. De 1925 a 1939, participó en 2130 juegos consecutivos para los Yankees de Nueva York, un récord de confiabilidad que permaneció intacto hasta 1995. Fue un bateador zurdo consistente, con un promedio de carrera de 0.340, pero su carrera terminó prematuramente como resultado de esclerosis lateral amiotrófica ("Enfermedad de Lou Gehrig").

## Características orbitales
Gehrig está situado a una distancia media del Sol de 2,433 ua, pudiendo alejarse hasta 2,754 ua y acercarse hasta 2,112 ua. Su excentricidad es 0,131 y la inclinación orbital 3,346 grados. Emplea 1386,86 días en completar una órbita alrededor del Sol.

## Características físicas
La magnitud absoluta de Gehrig es 13,4. Tiene 5,514 km de diámetro y su albedo se estima en 0,359. 